# Final de la Copa d'Europa de futbol de 1959
La final de la Copa d'Europa de 1959 va ser un partit de futbol jugat al Neckarstadion de Stuttgart, Alemanya, el 3 de juny de 1959 com a cloenda de la Copa d'Europa de 1958-59.
El partit va ser disputat pel tres vegades campió, i defensor del títol, el Reial Madrid d'Espanya, l'únic equip que havia guanyat la competició anteriorment, i l'Stade de Reims de França, i va ser una repetició de la final inaugural del 1956.
Els gols d'Enrique Mateos i Alfredo Di Stéfano van ajudar el Reial Madrid a guanyar per 2-0 i a defensar amb èxit el títol, que va aixecar per quart any consecutiu.

## Rerefons
El Reial Madrid havia guanyat les tres primeres edicions de la Copa d'Europa el 1956, 1957 i 1958.
L'Stade de Reims només havia jugat una vegada a la Copa d'Europa abans d'arribar a la final inaugural el 1956 i romandre invicte al torneig fins a la final.
A la temporada inaugural de la Copa d'Europa, el Reial Madrid i el Reims es van enfrontar a la final, que es va jugar al Parc dels Prínceps de París, França, el 13 de juny de 1956. Els gols inicials de Michel Leblond i Jean Templin van donar al Reims un avantatge de 2-0 després de 10 minuts. El Reial Madrid es va recuperar i els gols d'Alfredo Di Stéfano i Héctor Rial van empatar el marcador a la mitja hora de joc. A la segona part, el Reims va tornar a posar-se per davant en el marcador a través de Michel Hidalgo, però Marquitos va aturar el marcador. Rial va marcar el seu segon gol del partit a 11 minuts del final, i el Reial Madrid va completar la seva remuntada per guanyar el partit per 4-3 i aixecar el trofeu.

## Ruta cap a la final
| Reial Madrid       | Reial Madrid         | Reial Madrid | Reial Madrid | Ronda           | Reims          | Reims | Reims   | Reims   |
| ------------------ | -------------------- | ------------ | ------------ | --------------- | -------------- | ----- | ------- | ------- |
| Oponent            | Agr.                 | Anada        | Tornada      |                 | Oponent        | Agr.  | Anada   | Tornada |
| Bye                | Bye                  | Bye          | Bye          | Ronda prelim.   | Ards           | 10–3  | 4–1 (A) | 6–2 (H) |
| Beşiktaş           | 3–1                  | 2–0 (H)      | 1–1 (A)      | Primera ronda   | HPS            | 7–0   | 4–0 (H) | 3–0 (A) |
| Wiener Sport-Club  | 7–1                  | 0–0 (A)      | 7–1 (H)      | Quarts de final | Standard Liège | 3–2   | 0–2 (A) | 3–0 (H) |
| Atlético de Madrid | 2–2 (Repetició: 2–1) | 2–1 (H)      | 0–1 (A)      | Semifinals      | Young Boys     | 3–1   | 0–1 (A) | 3–0 (H) |

### Reial Madrid
El Reial Madrid es va classificar per a la competició com a defensor del títol i se'ls va concedir una exempció a la ronda preliminar.
A la primera ronda, el Reial Madrid va derrotar el Beşiktaş de Turquia per 2-0 a casa al partit d'anada abans d'empatar 1-1 al partit de tornada per avançar de ronda amb un global de 3-1.
El Reial Madrid es va enfrontar al Wiener Sport-Club d'Àustria als quarts de final. Després d'un empat a zero a l'anada a Viena, el Reial Madrid va guanyar el partit de tornada a casa per 7-1 i va avançar a les semifinals.
A les semifinals, el Reial Madrid es va enfrontar al seu rival local , l'Atlètic de Madrid. Després de guanyar el partit d'anada per 2-1 a casa, el Reial Madrid va perdre el partit de tornada per 1-0 fora de casa, cosa que va acabar en un empat a 2 en el global. Com a resultat, es va celebrar una repetició en un estadi neutral de Saragossa, que el Reial Madrid va guanyar per 2-1 per avançar a la final.

### Reims
El Reims es va classificar per a la competició com a guanyador de la Divisió 1 francesa de 1957–58.
A la ronda preliminar, el Reims va derrotar l'Ards d'Irlanda del Nord per 4-1 fora de casa a l'anada i per 6-2 a casa a la segona volta, per avançar amb un global de 10-3.
A continuació, el Reims es va enfrontar a l'Helsingin Palloseura (HPS) de Finlàndia a la primera ronda. Després de guanyar el partit d'anada per 4-0 a casa, el Reims va guanyar el partit de tornada per 3-0 fora de casa i va aconseguir un balanç global de 7-0.
L'Standard Liège de Bèlgica va ser el rival del Reims als quarts de final. Tot i perdre l'anada fora de casa per 2-0, el Reims va remuntar per guanyar l'eliminatòria després d'una victòria per 3-0 a casa al partit de tornada, amb un global de 3-2.
A les semifinals, el Reims es va enfrontar al Young Boys de Suïssa. De manera similar a la ronda anterior, el Reims va perdre el partit d'anada per 1-0 fora de casa, però va aconseguir una victòria a casa per 3-0 al partit de tornada per avançar a la final amb un global de 3-1.

## Partit

### Detalls
| Reial Madrid             | 2–0     | Reims |
| ------------------------ | ------- | ----- |
| Mateos 1' Di Stéfano 47' | Informe |       |

| Reial Madrid | Reims |

| GK             | 1  | Rogelio Domínguez      |
| RB             | 2  | Marquitos              |
| CB             | 3  | José Santamaría        |
| LB             | 4  | José María Zárraga (c) |
| RH             | 5  | Juan Santisteban       |
| LH             | 6  | Antonio Ruiz           |
| OR             | 7  | Raymond Kopa           |
| IR             | 8  | Enrique Mateos         |
| CF             | 9  | Alfredo Di Stéfano     |
| IL             | 10 | Héctor Rial            |
| OL             | 11 | Paco Gento             |
| Entrenador:    |    |                        |
| Luis Carniglia |    |                        |

| GK             | 1  | Dominique Colonna  |
| RB             | 2  | Bruno Rodzik       |
| CB             | 3  | Robert Jonquet (c) |
| LB             | 4  | Raoul Giraudo      |
| RH             | 5  | Armand Penverne    |
| LH             | 6  | Michel Leblond     |
| OR             | 7  | Robert Lamartine   |
| IR             | 8  | René Bliard        |
| CF             | 9  | Just Fontaine      |
| IL             | 10 | Roger Piantoni     |
| OL             | 11 | Jean Vincent       |
| Entrenador:    |    |                    |
| Albert Batteux |    |                    |